# E-Prix de Berlín de 2016
El Berlin ePrix de 2016, oficialmente 2015-16 FIA Fórmula E BMW i Berlin ePrix, es una carrera de monoplazas eléctricos del campeonato de la FIA de Fórmula E que tuvo lugar el 21 de mayo de 2016 en el Circuito callejero de Berlin, Alemania. Es la primera vez que esta carrera se corre en el Circuito callejero de Berlín, ya que por la Crisis de refugiados en Europa.

## Entrenamientos libres

### Primeros libres
| Pos. | Nº | Piloto              | Equipo           | Tiempo   | Diferencia | Vueltas |
| ---- | -- | ------------------- | ---------------- | -------- | ---------- | ------- |
| 1    | 9  | Sébastien Buemi     | Renault e.Dams   | 57.648   |            | 32      |
| 2    | 88 | Oliver Turvey       | NEXTEV TCR       | 58.690   | +1.042     | 38      |
| 3    | 11 | Lucas di Grassi     | Audi Sport ABT   | 58.916   | +1.268     | 34      |
| 4    | 8  | Nicolas Prost       | Renault e.Dams   | 59.168   | +1.520     | 31      |
| 5    | 2  | Sam Bird            | DS Virgin Racing | 59.236   | +1.588     | 26      |
| 6    | 6  | Loïc Duval          | Dragon Racing    | 59.255   | +1.607     | 33      |
| 7    | 12 | Mike Conway         | Venturi          | 59.260   | +1.612     | 32      |
| 8    | 7  | Jérôme d'Ambrosio   | Dragon Racing    | 59.482   | +1.834     | 31      |
| 9    | 4  | Stéphane Sarrazin   | Venturi          | 59.525   | +1.877     | 32      |
| 10   | 66 | Daniel Abt          | Audi Sport ABT   | 59.583   | +1.935     | 35      |
| 11   | 21 | Bruno Senna         | Mahindra Racing  | 59.600   | +1.952     | 31      |
| 12   | 1  | Nelson Piquet, Jr.  | NEXTEV TCR       | 59.724   | +2.076     | 32      |
| 13   | 25 | Jean-Éric Vergne    | DS Virgin Racing | 59.789   | +2.141     | 28      |
| 14   | 23 | Nick Heidfeld       | Mahindra Racing  | 1:00.084 | +2.436     | 25      |
| 15   | 55 | René Rast           | Team Aguri       | 1:00.139 | +2.491     | 32      |
| 16   | 27 | Robin Frijns        | Andretti         | 1:00.548 | +2.900     | 26      |
| 17   | 28 | Simona de Silvestro | Andretti         | 1:00.846 | +3.198     | 30      |
| 18   | 77 | Ma Qing Hua         | Team Aguri       | 1:01.125 | +3.477     | 32      |

### Segundos libres
| Pos. | Nº | Piloto              | Equipo           | Tiempo   | Diferencia | Vueltas |
| ---- | -- | ------------------- | ---------------- | -------- | ---------- | ------- |
| 1    | 1  | Nelson Piquet, Jr.  | NEXTEV TCR       | 57.909   |            | 6       |
| 2    | 2  | Sam Bird            | DS Virgin Racing | 57.922   | +0.013     | 16      |
| 3    | 25 | Jean-Éric Vergne    | DS Virgin Racing | 58.066   | +0.157     | 16      |
| 4    | 27 | Robin Frijns        | Andretti         | 58.145   | +0.236     | 15      |
| 5    | 88 | Oliver Turvey       | NEXTEV TCR       | 58.207   | +0.298     | 21      |
| 6    | 6  | Loïc Duval          | Dragon Racing    | 58.263   | +0.354     | 15      |
| 7    | 21 | Bruno Senna         | Mahindra Racing  | 58.310   | +0.401     | 16      |
| 8    | 66 | Daniel Abt          | Audi Sport ABT   | 58.363   | +0.454     | 19      |
| 9    | 12 | Mike Conway         | Venturi          | 58.370   | +0.461     | 19      |
| 10   | 23 | Nick Heidfeld       | Mahindra Racing  | 58.991   | +1.082     | 11      |
| 11   | 28 | Simona de Silvestro | Andretti         | 58.992   | +1.083     | 14      |
| 12   | 11 | Lucas di Grassi     | Audi Sport ABT   | 59.076   | +1.167     | 17      |
| 13   | 7  | Jérôme d'Ambrosio   | Dragon Racing    | 59.178   | +1.269     | 13      |
| 14   | 8  | Nicolas Prost       | Renault e.Dams   | 59.256   | +1.347     | 17      |
| 15   | 9  | Sébastien Buemi     | Renault e.Dams   | 59.891   | +1.982     | 19      |
| 16   | 4  | Stéphane Sarrazin   | Venturi          | 59.986   | +2.077     | 8       |
| 17   | 55 | René Rast           | Team Aguri       | 1:00.381 | +2.472     | 14      |
| 18   | 77 | Ma Qing Hua         | Team Aguri       | 1:02.686 | +4.777     | 14      |

## Clasificación

### Resultados
| Pos. | Nº | Piloto              | Equipo           | Tiempo | Diferencia | P. |
| ---- | -- | ------------------- | ---------------- | ------ | ---------- | -- |
| 1    | 9  | Sébastien Buemi     | Renault e.Dams   | 57.322 |            | ?* |
| 2    | 21 | Bruno Senna         | Mahindra Racing  | 57.591 | +0.269     | ?* |
| 3    | 25 | Jean-Éric Vergne    | DS Virgin Racing | 57.603 | +0.281     | ?* |
| 4    | 23 | Nick Heidfeld       | Mahindra Racing  | 57.736 | +0.414     | ?* |
| 5    | 66 | Daniel Abt          | Audi Sport ABT   | 57.798 | +0.476     | ?* |
| 6    | 2  | Sam Bird            | DS Virgin Racing | 57.838 | +0.516     | 6  |
| 7    | 1  | Nelson Piquet, Jr.  | NEXTEV TCR       | 58.026 | +0.704     | 7  |
| 8    | 8  | Nicolas Prost       | Renault e.Dams   | 58.028 | +0.706     | 8  |
| 9    | 88 | Oliver Turvey       | NEXTEV TCR       | 58.118 | +0.796     | 9  |
| 10   | 11 | Lucas di Grassi     | Audi Sport ABT   | 58.183 | +0.861     | 10 |
| 11   | 6  | Loïc Duval          | Dragon Racing    | 58.298 | +0.976     | 11 |
| 12   | 7  | Jérôme d'Ambrosio   | Dragon Racing    | 58.501 | +1.179     | 12 |
| 13   | 28 | Simona de Silvestro | Andretti         | 58.654 | +1.332     | 13 |
| 14   | 12 | Mike Conway         | Venturi          | 58.687 | +1.365     | 14 |
| 15   | 4  | Stéphane Sarrazin   | Venturi          | 58.740 | +1.418     | 15 |
| 16   | 27 | Robin Frijns        | Andretti         | 58.742 | +1.420     | 16 |
| 17   | 55 | René Rast           | Team Aguri       | 58.756 | +1.434     | 17 |
| 18   | 77 | Ma Qing Hua         | Team Aguri       | 59.301 | +1.979     | 18 |

Notas:
- - Las primeras 5 posiciones de la parrilla van a ser determinadas por una Super Pole.

### Super Pole
| Pos. | Nº | Piloto           | Equipo           | Tiempo | Diferencia | P. |
| ---- | -- | ---------------- | ---------------- | ------ | ---------- | -- |
| 1    | 25 | Jean-Éric Vergne | DS Virgin Racing | 57.811 |            | 1  |
| 2    | 9  | Sébastien Buemi  | Renault e.Dams   | 57.827 | +0.016     | 2  |
| 3    | 66 | Daniel Abt       | Audi Sport ABT   | 57.852 | +0.041     | 3  |
| 4    | 21 | Bruno Senna      | Mahindra Racing  | 58.303 | +0.492     | 4  |
| 5    | 23 | Nick Heidfeld    | Mahindra Racing  | 59.085 | +1.274     | 5  |

## Carrera

### Resultados
| Pos. | Nº | Piloto              | Equipo           | Vtas. | Tiempo/Retirado | P. | Puntos |
| ---- | -- | ------------------- | ---------------- | ----- | --------------- | -- | ------ |
| 1    | 9  | Sébastien Buemi     | Renault e.Dams   | 48    | 53:46.086       | 2  | 25     |
| 2    | 66 | Daniel Abt          | Audi Sport ABT   | 48    | +1.767          | 3  | 18     |
| 3    | 11 | Lucas di Grassi     | Audi Sport ABT   | 48    | +2.381          | 8  | 15     |
| 4    | 8  | Nicolas Prost       | Renault e.Dams   | 48    | +3.328          | 6  | 12     |
| 5    | 25 | Jean-Éric Vergne    | DS Virgin Racing | 48    | +4.927          | 1  | 13*    |
| 6    | 27 | Robin Frijns        | Andretti         | 48    | +6.501          | 12 | 18     |
| 7    | 23 | Nick Heidfeld       | Mahindra Racing  | 48    | +7.700          | 16 | 6      |
| 8    | 12 | Mike Conway         | Venturi          | 48    | +8.305          | 11 | 4      |
| 9    | 28 | Simona de Silvestro | Andretti         | 48    | +12.473         | 10 | 2      |
| 10   | 4  | Stéphane Sarrazin   | Venturi          | 48    | +13.241         | PL | 1      |
| 11   | 2  | Sam Bird            | DS Virgin Racing | 47    | +1 Vuelta       | 4  |        |
| 12   | 88 | Oliver Turvey       | NEXTEV TCR       | 47    | +1 Vuelta       | 7  |        |
| 13   | 1  | Nelson Piquet, Jr.  | NEXTEV TCR       | 47    | +1 Vuelta       | 5  |        |
| 14   | 77 | Ma Qing Hua         | Team Aguri       | 47    | +1 Vuelta       | 14 |        |
| 15   | 21 | Bruno Senna         | Mahindra Racing  | 46    | Accidente       | 15 | 2*     |
| 16   | 7  | Jérôme d'Ambrosio   | Dragon Racing    | 45    | +3 Vueltas      | 17 |        |
| NC   | 55 | René Rast           | Team Aguri       | 42    | Motor           | 13 |        |
| Ret  | 6  | Loïc Duval          | Dragon Racing    | 39    | Accidente       | 9  |        |

Notas:
- - Tres puntos para el que marco la pole position (Jean-Éric Vergne).
- - Dos puntos para el que marco la vuelta rápida en carrera (Bruno Senna).

## Estadísticas después de la carrera
|  | Pos | Piloto            | Puntos |
|  | --- | ----------------- | ------ |
|  | 1   | Lucas di Grassi   | 141    |
|  | 2   | Sébastien Buemi   | 140    |
|  | 3   | Sam Bird          | 82     |
|  | 4   | Jérôme d'Ambrosio | 64     |
|  | 5   | Nicolas Prost     | 62     |

|  | Pos | Constructor               | Puntos |
|  | --- | ------------------------- | ------ |
|  | 1   | Renault e.Dams            | 202    |
|  | 2   | ABT Schaeffler Audi Sport | 191    |
|  | 3   | DS Virgin Racing          | 119    |
|  | 4   | Dragon Racing             | 112    |
|  | 5   | Mahindra Racing           | 73     |

- Notes: Solo se muestran las primeras 5 posiciones de ambos campeonatos .